# Raja Hijau

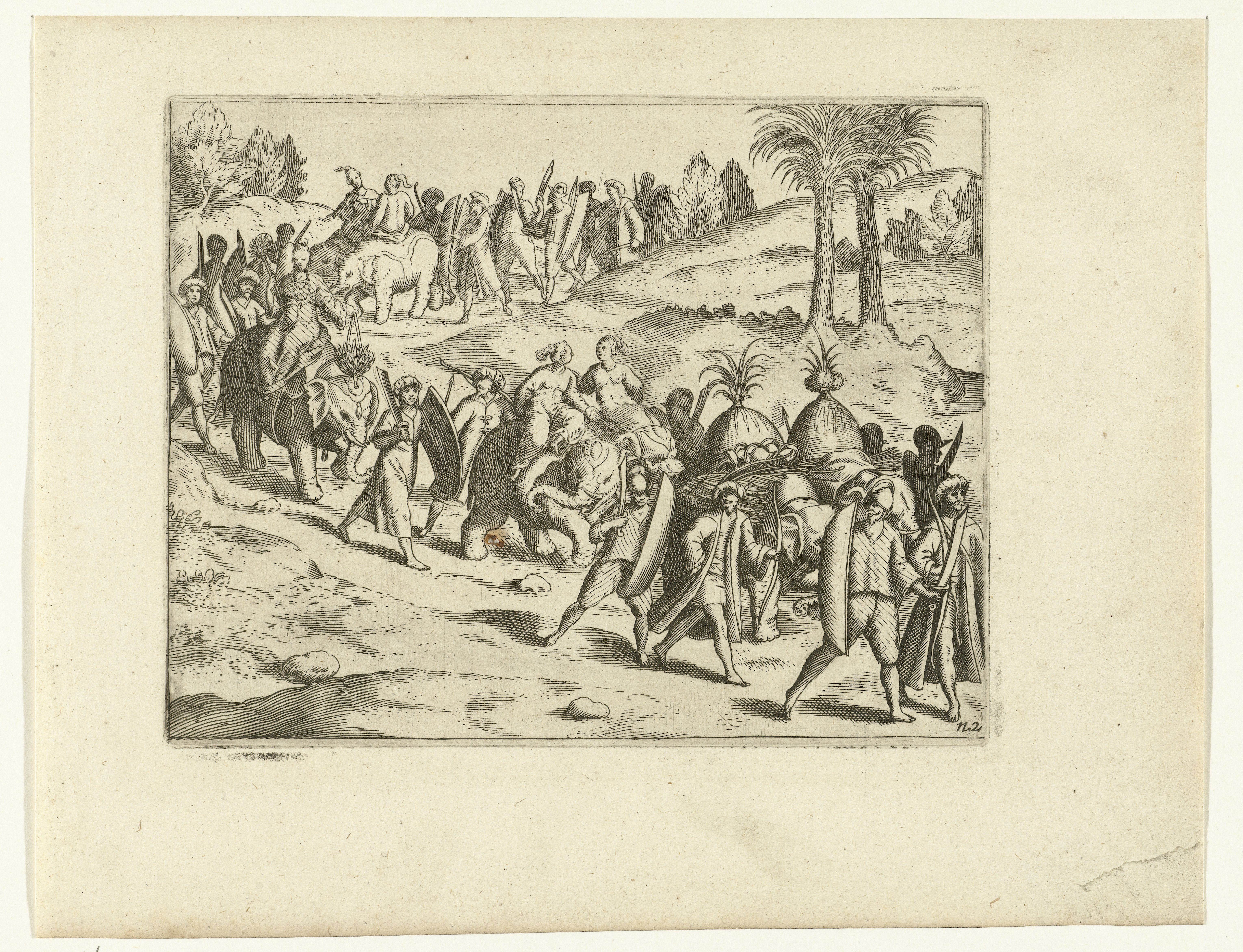
De optocht van Raja Hijau in 1602.

Raja Hijau of Ratu Hijau, ook wel gespeld als Ijau, was een Maleisische vorstin van Pattani die regeerde van 1584 tot 1616. Raja Hijau betekent 'groene koningin'. Ze stond ook bekend als de grote koningin van Pattani. Haar heerschappij in Pattani luidde de gouden eeuw van het koninkrijk Pattani in en was het begin van een dynastie van zeven koninginnen die duurde tot 1711.

## Jeugd
Raja Hijau was de oudste van de drie dochters van sultan Mansoer Sjah. In historische bronnen wordt niet vermeld dat ze getrouwd was, maar gespeculeerd wordt dat ze trouwde met de Chinese piraat Lin Daoqian, waarvan het gerucht ging dat hij met de dochter van een sultan in Pattani was getrouwd. Toen Mansoer Sjah overleed werd hij opgevolgd door zijn 9-jarige neefje Patik Siam, met zijn tante Raja Aysiah als regentes. Zij werden beiden vermoord door Patik Siams halfbroer, waarna Mansoer Sjahs jongste kind, de 10-jarige Badoer op de troon kwam. In 1584 werd ook hij vermoord door een halfbroer, waarna de troon toeviel aan zijn oudste zus Hijau.

## Bestuur
De troonopvolging door Raja Hijau was het gevolg van de politieke instabiliteit in Pattani, waardoor er een gebrek was ontstaan aan mannelijke erfgenamen. Toch was een vrouwelijke heerser niet uitzonderlijk. Uit de Hikayat Pattani, de historische hofkroniek van Pattani, blijkt dat vrouwen er een relatief hoge status hadden. Raja Hijau nam de titel van peracau aan, afgeleid van de Siamese koninklijke titel phra chao, wat duidt op een toenemende oriëntatie op het koninkrijk Ayuthaya, waarvan Pattani een vazalstaat was. Ook duidt het niet gebruiken van de Arabische titel sultana, waarin ze afweek van haar voorgangers, op de relatief kleine invloed in de regio van de islam. Vroeg in haar regeerperiode moest ze een poging tot staatsgreep afslaan door haar premier, Bendahara Kajoe Kelat. Onder haar bestuur werd een kanaal gegraven om de toevoer van zoetwater naar Pattani te verzekeren. Ze regeerde 32 jaar en zorgde voor een periode van stabiliteit in het land.

## Handel

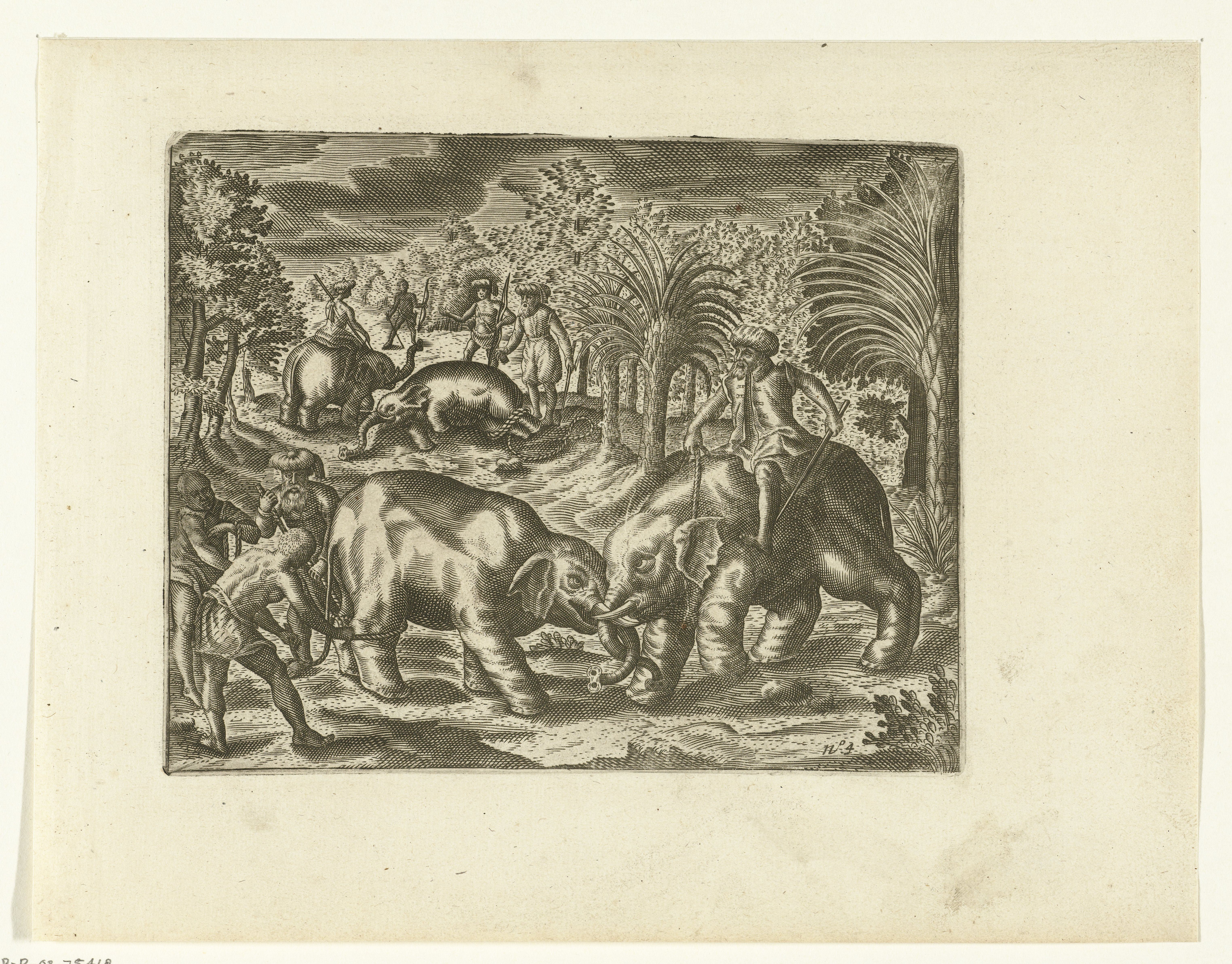
Het vangen en temmen van olifanten in Pattani. Illustratie in het journaal van Roelof Roelofsz.

Pattani was een van de weinige natuurlijke havens aan de oostkust van wat nu Zuid-Thailand is en had zich ontwikkeld tot een regionaal handelsknooppunt. Tijdens Raja Hijau's bewind nam de handel met de buitenwereld verder toe en kwamen ook Europese handelaren zoals Portugezen en Nederlanders naar de haven van Pattani. Voor die tijd kwamen de meeste kooplieden uit China, waarvan sommigen zich tot de islam hadden bekeerd en zich de Maleisische hofetiquette hadden eigen gemaakt. Hun jonken bestreken de hele regio. De eerste Nederlandse kooplieden waren die van de vierde schipvaart van de Oude Compagnie, een van de voorcompagnieën. De bevelhebber van de vloot Jacob van Neck kwam met twee schepen, de Amsterdam en het jacht Gouda, vanaf de Chinese kust in november 1601 in Pattani aan, tijdens Raja Hijau's bewind, en werd er, in tegenstelling tot in China, enthousiast ontvangen. Hij rapporteerde in 1604 een relatief welvarende staat onder Raja Hijau (door hem Pratiau, een verbastering van peracau, genoemd) als iemand die kooplieden goed gezind was. 'Ick achte dat de hollantse nacie in oost indien noyt plaetse bevaren heeft, daer sy beleefder en oprechter getracteert is geweest als wy in deese stat'. Ook hij beschreef haar bestuur als succesvol. Zij had 'ontrent 13, oft 15 iaren met haer raden zeer vredich geregeert, soodat alle de ondersaten haer gouvernement beter vernoecht als des overleden conincks. Want alle lijftocht daer nu seer goeden coop is, die bij des conincks tijden de helft dierder was, deur de groote exactien die doentertijd geschieden'. Terwijl Van Neck een prijs van 30 realen van achten voor een baar peper overeen was gekomen arriveerden in mei twee Zeeuwse schepen (de Middelburg en de Zon) onder Gerard le Roy en Laurens Bicker, en in augustus, vlak voor zijn vertrek, nog twee schepen (de Alkmaar en de Witte Leeuw) van de Vereenigde Amsterdamse Compagnie onder Jacob van Heemskerck, allen om peper te kopen. Zo werden er in Pattani in korte tijd drie Nederlandse factorijen gesticht.
De Engelsen arriveerden in 1612, met de zevende Engelse schipvaart van Peter Floris en Lucas Antheunisz met hun schip de Globe. Dat Raja Hijau de handel stimuleerde blijkt ook uit de leningen die ze verstrekte aan zowel Peter Floris als aan het latere VOC-opperhoofd van Pattani Hendrik Janssen. Aan de laatste zelfs op regelmatige basis. De concurrentie tussen de Europeanen leidde in 1622 tot de terugtrekking van de Engelsen, ondanks de bescherming die hen werd geboden door Raja Hijau en haar opvolgster. John Jourdain, het Engelse hoofd in Bantam, was in 1619 voor Pattani gesneuveld in een gevecht met Nederlandse schepen onder Hendrik Janssen. Korte tijd later vertrokken ook de Nederlanders omdat Jan Pieterszoon Coen, gouverneur-generaal van de VOC, alle handel naar Batavia wilde trekken. Nederlandse schepen bleven wel komen, en Pattani's handel bleef floreren met Chinese, Siamese, Javaanse en Japanse kooplieden.

## Hofhouding

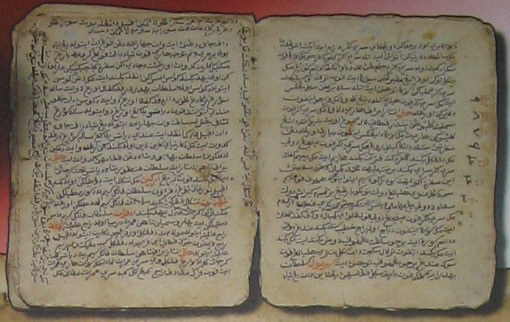
De Hikayat Pattani.

Europese bezoekers van Pattani waren onder de indruk van de koningin en de pracht en praal van haar hofhouding. Peter Floris beschreef Raja Hijau als een 'knappe oude vrouw' en 'lang van gestalte en vol majesteit, zoals ik in heel Indië niet veel gezien heb'. Toen ze verderop aan de kust ging jagen werd ze vergezeld door meer dan 600 prauwen. Van Necks krankenbezoeker Roelof Roelofsz. beschreef een optocht op 24 juni 1602 waarbij de koningin op een grote olifant zat en een geleide had van 4 à 5000 gewapende mannen en 156 grote olifanten 'daer af de sommighe seer cierlijck toeghemaeckt waren, met namen den olyphant, daer de Coningin op reedt met haer dochterken, die soo heerlijck opgepronckt en verciert was, dat een mensch luste, die 't sagh'. Op hun beurt lieten de Nederlanders door hun trompetters het Wilhelmus blazen, 'waer over de Coninginne ende haren adel seer verwondert waren, als die haer leven sulck gheluyt niet ghehoort en hadden'. Jacob van Neck zei dat haar paleis 'met gulden penelen, ende andere gesneden houtwercken gewracht' was. Cornelis Pietersz., van de VOC-vloot van Wybrand van Warwijck, trof haar daar bij zijn bezoek in november 1603 slapende aan, 'alsoo bethel geknaut ende taback gedroncken hadde'.
Onder haar bestuur bloeide niet alleen de handel. Pattani werd ook een centrum van cultuur, dat muziek, dans, drama en ambachtelijke producten produceerde, alle van hoge kwaliteit. Peter Floris beschreef een in Pattani opgevoerde dans als de mooiste die hij in heel Indië had gezien.
Raja Hijau stierf op 28 augustus 1616 na 32 jaar te hebben geregeerd. Ze kreeg de postume titel van Marhum Ketemangan. Volgens de Hikayat Pattani kregen alle mannen de opdracht hun haar af te scheren en alle vrouwen moesten hun haar kort knippen. Zo'n openbaar vertoon van rouw wordt in de Hikayat Pattani voor geen enkele andere heerser van Pattani beschreven. Ze werd opgevolgd door haar jongere zus Raja Biroe, de blauwe koningin.